# Grand Prix Gorenjska
Der Grand Prix Gorenjska oder kurz GP Gorenjska (slowenisch Velika nagrada Gorenjske) ist ein Straßenradrennen für Männer in Slowenien.
Das Eintagesrennen wurde erstmals im Jahr 2021 noch unter dem Namen Gran Prix Slovenia ausgetragen, seit der Saison 2022 findet das Rennen unter dem aktuellen Namen statt. Die Strecke liegt im Oberkrain (slowenisch Gorenjska) und führt durch die Ausläufer der Steiner Alpen und das Tal der Save. Das Rennen gehört zur UCI Europe Tour und ist in die Kategorie 1.2 eingestuft.

## Palmarès
| Jahr | Sieger           | Zweiter         | Dritter          |
| ---- | ---------------- | --------------- | ---------------- |
| 2021 | Mirco Maestri    | Felix Ritzinger | Michal Schlegel  |
| 2022 | Patryk Stosz     | Tilen Finkšt    | Daniel Babor     |
| 2023 | Davide De Cassan | Martin Messner  | Alexander Hajek  |
| 2024 | Michal Schuran   | Jakub Říman     | Emanuel Zangerle |